# 丹尼斯·佩特诺夫
丹尼斯·阿列克谢耶维奇·佩特罗夫（俄语：Денис Алексеевич Петров，羅馬化：Denis Alekseyevich Petrov，1968年3月3日—），生于苏联列宁格勒（今俄罗斯圣彼得堡），花样滑冰双人滑运动员。他和搭档Elena Bechke获得了1989年世界花样滑冰锦标赛双人滑第三名，1991年和1992年欧洲花样滑冰锦标赛双人滑第二名，以及1992年冬季奥林匹克运动会花样滑冰比赛双人滑第二名。

## 个人生活
2005年7月，佩特罗夫与中国著名花样滑冰女子单人滑运动员陈露结婚，婚礼在中国深圳举办。2006年6月27日，二人的儿子尼基塔（羅馬化：Nikita）在深圳出生。
目前，他是中国深圳一家以他的妻子陈露名字命名的国际滑冰俱乐部的滑冰教练。